# Bennett Davison
Bennett Davison (* 21. November 1975 in San Francisco, Vereinigte Staaten) ist ein ehemaliger US-amerikanischer Basketballspieler.

## Werdegang
Davison wuchs in Sebastopol sowie Santa Barbara im US-Bundesstaat Kalifornien auf und spielte Basketball für die Schulmannschaft der Analy High School. Auf Hochschulebene verbrachte er erst zwei Jahre am kalifornischen West Valley College, ehe er von 1996 bis 1998 Student und Basketballspieler an der University of Arizona war. Zu seinen hervorstechendsten Merkmalen als Basketballspieler zählten seine Sprungkraft, Reboundstärke, der Wurf aus mittlerer Korbentfernung sowie das Spiel mit dem Rücken zum Korb. 1997 gewann er mit Arizona den NCAA-Meistertitel, Im Endspiel gegen die University of Kentucky erzielte er vor 47 000 Zuschauern im RCA Dome von Indianapolis neun Punkte sowie sechs Rebounds.
Davison war als Berufsbasketballspieler zunächst bei Galatasaray Istanbul in der Türkei beschäftigt, erzielte im Spieljahr 1998/99 für die Mannschaft in 20 Ligaeinsätzen im Mittel 8,6 Punkte sowie 6,4 Rebounds je Begegnung. Im Sommer 1999 spielte er bei der NBA-Mannschaft Vancouver Grizzlies vor, wurde aber nicht unter Vertrag genommen und wechselte daraufhin zu den Melbourne Tigers in die ozeanische NBL. In 20 NBL-Begegnungen kam der US-Amerikaner auf 19,7 Punkte und 9,3 Rebounds im Durchschnitt.
Nach zwei Jahren bei KK Krka in Slowenien versuchte Davison wieder den Sprung in die NBA, wurde Mitte Oktober 2002 von den Los Angeles Clippers unter Vertrag genommen, im selben Monat aber noch vor dem Saisonauftakt wieder aus dem Aufgebot gestrichen. Davison setzte seine Laufbahn dann in der italienischen Serie A fort, wechselte nach zwei Jahren in Neapel zum damaligen Zweitligisten Virtus Bologna und trug mit Mittelwerten von 15 Punkten sowie 7,7 Rebounds je Begegnung zum Erstligaaufstieg bei. 2006 kehrte er nach einem Zwischenhalt bei KK Cibona Zagreb nach Bologna zurück.
Es folgten weitere Spieljahre in Italien und eines in Griechenland. Dann spielte Davison in Mexiko. 2010 wurde er von der australischen Mannschaft Gold Coast Blaze verpflichtet, eine Verletzung verhinderte jedoch, dass er dort zum Einsatz kam. Nach Einsätzen für Mannschaften in Venezuela und der Dominikanischen Republik zog er sich als Spieler aus dem Leistungssport zurück.